# Ornduffia submersa
Ornduffia submersa är en vattenklöverväxtart som först beskrevs av Aston, och fick sitt nu gällande namn av Tippery och Les. Ornduffia submersa ingår i släktet Ornduffia och familjen vattenklöverväxter. Inga underarter finns listade i Catalogue of Life.